# Motí de l'exèrcit de Cap Verd de 2016
El motí de l'exèrcit de Cap Verd de 2016, conegut com a massacre de Monte Tchota pels mitjans capverdians, va ser una revolta que va tenir lloc en les primeres hores del 25 d'abril de 2016.

## Esdeveniments
Entre les 9.30 i les 10.00 del matí, i soldat rebel de les Forces Armades Capverdianes (FACV), identificat com Manuel António Silva Ribeiro «Antany», de 23 anys, va obrir foc a la caserna de l'exèrcit a Monte Tchota, a uns 27 km al nord de Praia, la capital de Cap Verd. La caserna de la FACV albergava un destacament de 9 homes del cos de la infanteria de marina assignat a la 3a Regió Militar, amb la missió de protegir un centre de comunicacions situat al cim d'un puig. El tiroteig va tenir lloc mentre els soldats ajudaven a reparar les antenes al cim del puig, prop de la caserna. António Ribeiro va obrir foc contra els seus companys, i en va abatre 8. Posteriorment, l'exsoldat va matar els 3 tècnics, dos espanyols i un capverdià, els quals van impedir-li fugir en cotxe. Els vuit fusells Kalàixnikov amb la seva munició van desaparèixer dels cossos dels soldats morts, i posteriorment van ser trobats en un cotxe abandonat prop del lloc dels fets.
Els cossos sense vida van ser descoberts 24 hores després per un oficial de policia.

### Víctimes
- Soldats de les FACV:
  - Nelson Neide de Brito, d'illa Brava
  - Romario Steffan Dias Lima, de l'illa de Santo Antão
  - Anacleto Lopes dos Santos, de l'illa de Santo Antão
  - Marilson Adérito Fernandes Delgado, de l'illa de Santiago
  - Mario Stanick Fernandes Pereira, de l'illa de Santiago
  - José Maria Correia Ribeiro, de l'illa de Santiago
  - Wilson Ramos Mendes, de l'illa de Santiago
  - Adérito Silva Rocha, de l'illa de Santiago[4]
- Civils:
  - Danielson Reis Monteiro (Cap Verd)
  - Ángelo Martínez Ruiz (Espanya)
  - David Sánchez Zamarreño (Espanya)[4]

## Arrestats
El soldat rebel de les FACV fou arrestat en una operació conjunta entre la policia judicial i la policia militar, dos dies després, en un barri de la capital, Praia.
En resposta a l'incident, el President Jorge Carlos Fonseca declarà que l'atac havia estat degut a una enemistat personal, descartant una temptativa de cop armat o de vincles amb el tràfic de drogues.